# Каньи (Кальвадос)
Каньи́ (фр. Cagny) — коммуна во Франции, находится в регионе Нижняя Нормандия. Департамент коммуны — Кальвадос. Входит в состав кантона Троарн. Округ коммуны — Кан.
Код INSEE коммуны — 14119.

## Население
Население коммуны на 2010 год составляло 1414 человек.
| 1962 | 1968 | 1975 | 1982 | 1990 | 1999 | 2010 |
| ---- | ---- | ---- | ---- | ---- | ---- | ---- |
| 710  | 1021 | 994  | 878  | 1650 | 1592 | 1414 |

## Экономика
В 2010 году среди 903 человек трудоспособного возраста (15—64 лет) 674 были экономически активными, 229 — неактивными (показатель активности — 74,6 %, в 1999 году было 69,7 %). Из 674 активных жителей работали 594 человека (307 мужчин и 287 женщин), безработных было 80 (31 мужчина и 49 женщин). Среди 229 неактивных 75 человек были учениками или студентами, 98 — пенсионерами, 56 были неактивными по другим причинам.